# Aero Services Executive
Aero Services Executive war eine französische Fluggesellschaft mit Sitz in Paris, Frankreich, die sich auf Geschäftsflüge spezialisiert hatte.

## Flotte
Aero Services Executive setzte im Ganzen 19 Flugzeuge ein:
- 1 Airbus A319-100
- 1 Beechcraft 1900C
- 2 Dassault Falcon 10
- 1 Dassault Falcon 20
- 6 Dassault Falcon 50
- 1 Dassault Falcon 100
- 6 Dassault Falcon 900
- 1 Learjet 45